# Reino de Ualo
Ualo (em uolofe: Waalo) era um reino no baixo rio Senegal, na África Ocidental, no que hoje é Senegal e Mauritânia. Incluía partes do vale propriamente dito e áreas ao norte e ao sul, estendendo-se até o oceano Atlântico. Ao norte ficavam os emirados mouros; ao sul ficava o Reino de Caior; ao leste ficava o Reino Jalofo.

## História

### Origens
Histórias orais afirmam que, antes de se tornar um reino, a área de Ualo era governada por uma colcha de retalhos de lamanes, um título sererê que significa o proprietário original da terra. Evidências etimológicas sugerem que a área era governada pela dinastia Diaogo de Tacrur. Isso se alinha com as primeiras fontes escritas em árabe que descrevem uma cidade insular conhecida como Aulil (Ualo) perto da foz do Senegal, numa região chamada Sengana.

### Fundação
A data exata da fundação de Ualo é debatida por historiadores, mas está associada ao governo do primeiro rei, o semilendário Andiadiane Andiaie, no século XIII ou XIV. Diaie, originalmente um fula de Tacrur, uniu os lamanes e governou Ualo por 16 anos como árbitro ou juiz em vez de rei antes, de acordo com alguns relatos orais, de ser expulso por seu meio-irmão Barca Bo, ou Barca Boje. Depois disso, Diaie assumiu o controle dos jalofos e fundou o Império Jalofo. Barca Boje foi o primeiro governante a usar o título real braque (brak). Diaie eventualmente fez de Ualo um vassalo.
Os europeus apareceram pela primeira vez na costa de Ualo no século XV e logo começaram a negociar. Isso causou uma mudança significativa no poder econômico do coração jalofo em direção a vassalos costeiros como Ualo e Caior. João Bemoí, um membro da família real, pode ter estabelecido seu próprio controle sobre Ualo durante este período, e é creditado com a criação de um sistema de alcaldes que serviram como coletores de alfândega para o burba jalofo. Mais tarde, tentou se aliar aos portugueses para tomar o poder, mas foi morto por seus antigos aliados numa disputa. O Império Jalofo se desfez após a batalha de Danqui em 1549, embora os braques continuassem a pagar tributo simbólico ao burba jalofo até 1715.

### Franceses e o deserto
Em 1638, os franceses estabeleceram o primeiro assentamento comercial europeu permanente na foz do Senegal, mudando-se ao sítio de São Luís em 1659, enquanto enfrentavam pressão militar e política consistente do braque. Em resposta à mudança no comércio das tribos berberes para os franceses, Naceradim, um marabuto berbere, lançou a Guerra Xar Buba ou a Guerra Marabuto, derrubando a aristocracia governante de Ualo (entre outros reinos do Senegal) numa tentativa de estabelecer uma teocracia islâmica. Após sua morte em 1674, no entanto, seu movimento entrou em colapso e as antigas hierarquias, alinhadas com as tribos árabes haçanitas ao norte do rio e vigorosamente apoiadas pelos franceses, se reafirmaram. Durante o mesmo período, as forças marroquinas avançaram para o sul, ao rio Senegal, forçando os braques a moverem a capital de Gurbel à margem sul e quebrando permanentemente o controlo do reino no lado norte.

### Poder regional
Em outra tentativa de fortalecer ainda mais sua posição econômica no vale do Senegal, em 1724 os franceses se aliaram a Maalixuri, o senhor de Betio, para pressionar o braque Ierim Banique e o Emirado de Trarza a fazerem concessões. Sua tentativa de secessão de Ualo falhou quando os franceses interromperam seu apoio. Em 1734, Ierim Banique tinha o exército mais poderoso da região. Ao longo das décadas intermediárias do século XVIII, Ualo exerceu hegemonia sobre todo o estuário do Senegal e também dominou Caior. Quando os ingleses tomaram São Luís em 1758, descobriram que o braque tinha controle total sobre o comércio fluvial. Natago Arã exigiu repetidamente aumentos nos pagamentos alfandegários e nos preços dos escravos, e bloqueou a ilha quando necessário. Em 1762, se apropriou de pagamentos de Caior destinados a São Luís e dois anos depois invadiu.

### Declínio
Em 1765, o damel de Caior contra-atacou, armado com armas inglesas, e derrotou com firmeza Ualo. Após a morte de Natago em 1766, uma longa guerra civil eclodiu, com os mouros constantemente intervindo e atacando. Em 1775, os ingleses levaram mais de oito mil escravos de Ualo em menos de seis meses. Com a guerra civil recorrente e a frequente intromissão estrangeira em disputas de sucessão, o poder de Ualo declinou progressivamente em favor do Emirado de Trarza.
Na década de 1820, o marabuto de Coqui Andiaga Issa, que havia acumulado poder político significativo em Caior, foi expulso pelo damel. Suas forças, lideradas pelo general Dile Tiã, assumiram o controle de Ualo. Os franceses intervieram, no entanto, e mataram Tiã. Para deter os ataques mouros paralisantes e apresentar uma frente unificada contra os franceses, a linguer Amjembote Amboje casou-se com o emir de Trarza em 1833. Diante de uma aliança que poderia ameaçar a sobrevivência da colônia, São Luís atacou Ualo, aprofundando sua longa crise. Jembote Boje foi sucedida por sua irmã Andate Iala Amboje em 1847, mas os franceses finalmente conquistaram o reino em 1855.

## Sociedade

### Governo
A capital real de Ualo foi primeiro Diurbel na margem norte do rio Senegal (na moderna Mauritânia), depois Diangué na margem sul do rio. A capital foi transferida para Der na costa oeste do Lago de Guiers.
Ualo tinha um sistema político e social complicado, que tem uma influência contínua na cultura jalofa no Senegal hoje, especialmente seu sistema de castas altamente formalizado e rígido. O reino era indiretamente hereditário, governado por três famílias matrilineares: os Logares, os Tedieques e os Jos, todos de diferentes origens étnicas. Os Jus eram de origem sererê. Este matriclã sererê foi estabelecido em Ualo por Andoie Demba de Sine. Sua avó Fatim Beie é a matriarca e ancestral inicial desta dinastia. Essas famílias matrilineares se envolveram em constantes lutas dinásticas para se tornarem "braque" ou rei de Ualo, bem como guerrearam com os vizinhos de Ualo. O título real "linguer" significa rainha ou princesa real, usado pelos sererês e uolofes. Várias lingueres, notavelmente Anjembote Amboje e Andate Iala Amboje governaram Ualo por direito próprio ou como regentes.
Os braques governaram com uma espécie de legislatura, o Seb Ak Baor, que consistia em três grandes eleitores que selecionavam o próximo rei. Seus títulos vêm de termos fulas que inicialmente significavam "mestres da iniciação" e se originam do período anterior a Andiadiane Andiaie, quando Tacrur dominava a área. As províncias eram governadas por cangãs (kangam) semiautônomos, como os Betio. Mudanças de lealdade entre esses nobres poderosos, os braques, outros reinos e os franceses de São Luís levaram a uma série de guerras civis.

### Religião
Ualo tinha sua própria religião tradicional. O islamismo era inicialmente uma religião da elite, mas após a Guerra Marabuto, a classe dominante o rejeitou cada vez mais, enquanto ele se tornou cada vez mais difundido entre os governados. O próprio braque se converteu apenas no século XIX.

## Economia
Ualo desempenhou um papel fundamental no comércio de escravos no vale do Senegal, com a maioria dos cativos vindos de regiões rio acima, frequentemente capturados em guerras ou ataques de escravos. Outros bens comerciais incluíam goma-arábica, couro e marfim, bem como alimentos, principalmente milhete, dos quais São Luís dependia. Ualo recebia taxas por cada carregamento de goma arábica ou escravos que era enviado no rio, em troca de sua "proteção" do comércio.